# Церква святого Йосафата (Володимир)
Церква святого Йосафата — пам'ятка архітектури у місті Володимир (нині Волинська область, Україна).

## Історія
Храм збудований у 1890 році для громади німців-лютеран. За даними першого перепису населення 1897 р. у Володимирі проживав 91 лютеранин.
У 1891 р. засновано лютеранську парафію, яка охоплювала 32 німецькі колонії з населенням понад 12 тис. осіб в околицях Володимира. Перший пастор проживав у колонії Антонівка-Маковичі, де і планували збудувати пасторат. Однак визнали доцільнішим перенести центр парафії до Володимира, що й зробили в 1893 р. Перший пасторат у місті було зведено у 1899 р.
Великий камʼяний храм збудовано у 1923–1927 рр. на добровільні пожертви парафіян. 16 жовтня 1927 року відбулось його освячення.
Від 1944 до 1950 р. у храмі був склад різних хімікатів. Згодом, до 1993 р., міський спортзал, в якому відбувалися покази кінофільмів та дискотеки для молоді.
У 1989 р. у Володимирі активізувалась греко-католицька громада. З підпілля вийшли священики. 1 жовтня 1992 року Глава УГКЦ Кардинал Мирослав-Іван Любачівський, дає згоду і благословення на заснування та побудову монастиря і церкви святого священомученика Йосафата на місці, де колись стояла церква св. Параскевії (в якій св. Йосафат прийняв Таїнство Хрещення) у Володимирі. Однак збудувати новий храм чи повернути у власність греко-католицького громади міста колишній василіянський монастир, побудований єзуїтами, який сьогодні належить ПЦУ, не вдалось.
Врешті, зважаючи на відсутність у місті лютеранської громади, наприкінці серпня 1993 р. кірху передали греко-католикам. 23 вересня 1996 року предстоятель УГКЦ Любомир Гузар дав своє благословення на існування у Володимирі монастиря Чину Св. Василія Великого.

## Пастори
- 1891—1897 Едуард Александр Гессе (1865—1930)
- 1897—1912 Герман Август Гешке (1857—1917)
- 1913—1915 Ергард Торінус (1886—1948)
- 1916—1918 відсутній
- 1919—1921 Теодор Бергманн (1891—1957)
- 1922—1940 Альберт Артур Шоен (18 червня 1887 — 1988)

## Опис
Характерна за своєю конструкцією володимир-волинська кірха являє собою однонавову цегляну прямокутну (30м х 10м) будову з п’ятигранною апсидою і двома симетричними бічними квадратними приосадкуватими різницями, які виступають за основну площину стін, а також високою двоярусною дзвіницею над нартексом.
При основний аскетичності лютеранської храмової архітектури шатрова покрівля з щипцями і круглими нішами дзвіниці, високі кілеподібні і аркові віконні прорізи зі шропсамі, коробові арки ризниць, членуючі площину стін лопатки, арковий портал з хрестом центрального входу і декоративний карниз виконаний методом фігурної кладки створюють той самобутній євангелістський образ, який не дає сплутати його храм з представниками інших конфесій християнства.

## Орган
У 1929 р в кірсі був встановлений орган фірми "Rieger" opus 2390. Орган був невеликий: мав один мануал і педаль. З огляду на невеликі розміри храму такого органу було достатньо.

## Будинок пастора
Будинок пастора зведений у 1938–1939 рр. У радянський час у будівлі розташовувались міська рада, ЗАГС, інші органи місцевої влади. У 1993 р. будівлю разом із кірхою передано греко-католицькій громаді. Зараз там розміщується монастир Чину св. Василія Великого.